# Sunshine, Lollipops, and Rainbows
Sunshine, Lollipops and Rainbows est l'un des plus grands succès de la chanteuse américaine Lesley Gore. 
Composée par Marvin Hamlisch et Howard Liebling, la chanson a été produite par Quincy Jones. Bien qu'enregistrée en mai 1963 chez A&R Recording et sortie la même année sur son album Lesley Gore Sings of Mixed-Up Hearts, la chanson rencontre le succès que deux ans plus tard, à l’été 1965, en se classant au top 13 du hot 100.

## Dans la culture populaire
Cette chanson connaît une certaine notoriété dans la culture populaire. Elle a notamment été la bande originale du film Ski Party sorti en 1965. Parallèlement à la sortie du film, le titre sort en single. La chanson est apparue dans l'épisode 6 de la saison 5 des Simpson (Marge en cavale). En 2007, Sunshine, Lollipops and Rainbows est utilisée dans le film Tempête de boulettes géantes.